# Institutet för scenkonst
Institutet för Scenkonst är en svensk fri teatergrupp som arbetar med laboratoriearbete och forskning i skådespelarkonst, vilket utgör grunden för dess teaterarbete, som omfattar föreställningar, pedagogik, seminarier och arbetsdemonstrationer.

## Historik
Teatergruppen grundades år 1971 i Storhögen i Östersunds kommun av Ingemar Lindh, som var dess konstnärlige ledare fram till sin bortgång 1997. 
Gruppen började 1976 med arbete runt om i Europa, med längre uppehåll i Schweiz, Frankrike, Spanien och Italien.
År 1984 hyrde gruppen en av Italiens äldsta teaterbyggnader, Teatro della Rosa i Pontremoli, och bildade Internationellt Centrum för Autopedagogik och Teaterforskning samt startade ett årligen återkommande pedagogiskt projekt, "University of Theatre". Teatro della Rosa var Institutet för Scenkonsts fasta bas fram till 1997. Från och med 1998 är Institutet för Scenkonst åter baserat i Sverige och leds av Magdalena Pietruska och Roger Rolin. Institutet finns på Munkängen, en gård i Nygård i Lilla Edets kommun.